# F.C. De Kampioenen seizoen 18
Reeks 18 van F.C. De Kampioenen werd voor de eerste keer uitgezonden tussen 15 december 2007 en 8 maart 2008. De reeks telt 13 afleveringen.

## Overzicht
| Nr. serie | Nr. reeks | Titel van aflevering    | Scenarist(en)      | Uitzenddatum     |  |
| --- | --------- | ----------------------- | ------------------ | ---------------- |  |
| 222 | 1         | Leven na de dood        | Bart Cooreman      | 15 december 2007 |  |
| De moeder van Maurice is overleden. Haar urne staat in het huis van Pascale en Maurice. Maurice regelt de verkoop van zijn ouderlijk huis. Pascale ontdekt tussen de spullen van maman dat ze een kasteel bezat. Ze waant zich een echte hofdame en kijkt neer op de andere Kampioenen. Ze wil ook niet meer in het café staan waardoor Boma op zoek moet naar een nieuwe cafébazin. Hij neemt een zekere Zohra aan. Later blijkt dat het kasteel op instorten staat. Pascale blijft gewoon cafébazin bij de Kampioenen. Bieke is zwanger maar zij en Marc willen het nieuws nog niet bekendmaken. Carmen wil absoluut ontdekken wat de twee verborgen houden. Door een misverstand denkt Carmen dat Gino, de dokter van Bieke, de vader is van het kind. |           |                         |                    |                  |  |
| 223 | 2         | Ho ho ho                | Knarf Van Pellecom | 22 december 2007 |  |
| Er wordt gezocht naar een kerstman voor de middenstandsbond omdat Jean-Luc Grootjans zijn been gebroken heeft bij het skiën. De gemeente geeft een subsidie aan de vereniging die de kerstman levert. De Kampioenen willen deze subsidie in de wacht slepen, maar ook Fernand waagt zijn kans. Hiertoe richt hij zijn eigen vereniging op: Zondag Duivendag. Uiteindelijk wordt burgemeester Freddy de nieuwe kerstman. Hij verdeelt het geld onder alle verenigingen. Doortje is de gebreken van het appartement beu en gaat op zoek naar een huis. Pol is hier echter niet voor te vinden. |           |                         |                    |                  |  |
| 224 | 3         | What's new Pussycat     | Bart Cooreman      | 29 december 2007 |  |
| Radio Hallo brandt af door de schuld van Marc. Boma, die in alle stilte een nieuwe radiostudio heeft laten bouwen, ontslaat Marc. Marc gaat op zoek naar een job bij een andere radiozender. Zo belandt hij bij de VRT waar hij de boel op stelten zet bij Evy Gruyaert, Katja Retsin en Frank Deboosere. Uiteindelijk wordt hij aangenomen bij Radio Figaro van Jean-Luc Grootjans. Hij laat ook deze studio uitbranden en mag terugkeren naar Radio Hallo. Maurice heeft het moeilijk na de dood van zijn moeder. Pascale daarentegen ziet het leven weer beter tegemoet. Pascale en Maurice worden uitgenodigd door Madeleine om naar de paardenrennen in Oostende te gaan. Maurice heeft daar geen zin in. Carmen daarentegen wil met alle geweld ook naar de wedstrijd. |           |                         |                    |                  |  |
| 225 | 4         | De quiz                 | An Swartenbroekx   | 5 januari 2008   |  |
| De Kampioenen winnen een prijs voor fair-play: een gastronomisch weekend voor twee. Een quiz bepaalt wie de prijs krijgt. Fernand profiteert van de situatie om geld te verdienen. Carmen wil deelnemen aan een wedstrijd doggy-dance. Nero is daar echter niet toe in staat. Carmen wil deelnemen met een andere hond. Op het laatste moment besluit ze toch deel te nemen met Nero. Carmen en Nero winnen de wedstrijd. Uiteindelijk winnen Pascale en Maurice het gastronomisch weekend. |           |                         |                    |                  |  |
| 226 | 5         | De kotmadam             | Rudy Morren        | 12 januari 2008  |  |
| Billie wil samen met een paar vrienden een huis huren in de stad, tegen de zin van Doortje. Doortje wil toestemming geven, als Billie kan bewijzen dat hij zelfstandig genoeg is. De Kampioenen helpen Billie. Fernand wil munt slaan uit Doortjes zoektocht naar een kot, maar zijn plan mislukt. Billie krijgt toestemming en gaat op kot, maar Doortje wordt zijn kotmadam. |           |                         |                    |                  |  |
| 227 | 6         | Het geluid              | Bart Cooreman      | 19 januari 2008  |  |
| Bij een wedstrijd van Radio Hallo moeten de luisteraars een geluid raden. Carmen, Pol en Fernand willen van Marc te weten komen wat het geluid is. Uiteindelijk wint Maurice de wedstrijd. Doortje wordt door Boma ontslagen omdat ze de ganse tijd bij Billie rondhangt. Billie en Bieke beramen een plan waardoor Doortje opnieuw aangenomen wordt. |           |                         |                    |                  |  |
| 228 | 7         | Lange vingers           | Bart Cooreman      | 26 januari 2008  |  |
| Pol en Doortje kijken uit naar een ruimere woning, maar Pol wil 750 euro verspillen aan een voetbalticket. Als hij de clubkas moet bewaren, wordt de verleiding te groot. Fernand verdenkt de Kampioenen van diefstal. Door zijn wraakpoging zorgt hij ervoor dat Pol in de problemen komt. Marc wordt aangesteld tot materiaalmeester van de club. Fernand maakt daar gebruik van om de Kampioenen te pesten. Maurice verveelt zich en werkt de Kampioenen op de zenuwen. Zo laat hij bijvoorbeeld de microgolfoven ontploffen of valt hij mensen lastig met verhalen over de voortplanting bij slakken en palingen. Pascale geeft hem een puzzel om hem stil te houden, helaas slaagt hij erin de puzzel op korte tijd te maken. Uiteindelijk krijgt Maurice een nieuwe bezigheid: hij wordt materiaalmeester en penningmeester van F.C. De Kampioenen. |           |                         |                    |                  |  |
| 229 | 8         | Super papa              | Bart Cooreman      | 2 februari 2008  |  |
| Fernand verneemt dat zijn duivenkot, dat illegaal is gebouwd, zal worden afgebroken door de gemeente. Maurice is de enige die hem kan helpen. Fernand probeert goed bevriend te raken met hem. Uiteindelijk probeert hij Maurice te chanteren met zijn verleden in de bar Tropical. Het plan mislukt en Fernands duivenkot wordt afgebroken. Marc gaat naar een workshop voor aanstaande papa's maar dat loopt niet echt volgens plan. Bieke koopt een pop met een chip om Marc meer verantwoordelijkheidsgevoel bij te brengen. |           |                         |                    |                  |  |
| 230 | 9         | Dierbaar vaderland      | An Swartenbroekx   | 9 februari 2008  |  |
| Bieke neemt impulsief ontslag op haar werk. Marc moet nu op zoek naar een vaste job: hij gaat naar het leger. Daar zet hij de boel op stelten. Uiteindelijk verlaat hij het leger en beslist Bieke dat ze, na haar zwangerschapsverlof, terug gaat werken. Xavier krijgt het aanbod om op pensioen te gaan van de nieuwe kolonel De Brandt. Hij besluit om toch bij het leger te blijven. Carmen zoekt een nieuwe bezigheid en wordt onthaalmoeder. Pascale wil dolgraag meter worden van de baby. Bieke ziet dat echter niet zitten. Uiteindelijk laat ze zich toch overtuigen. |           |                         |                    |                  |  |
| 231 | 10        | De gokchinees           | Rudy Morren        | 16 februari 2008 |  |
| Wanneer Boma stopt als voorzitter, zijn de Kampioenen ten einde raad. En ook Fernand is in paniek: hij wint namelijk iedere week een som geld omdat hij gokt op verlies van de Kampioenen. Een Chinese man vindt dat Fernand voorzitter moet worden van de Kampioenen. Op die manier kunnen de twee wedstrijden beïnvloeden. Fernand wordt tijdelijk voorzitter en saboteert de andere ploegen zodat de Kampioenen winnen. Uiteindelijk blijkt de Chinese man een undercoverjournalist die hoopte op een goede reportage. De Kampioenen winnen de Boma Sausage Challenge Cup, dankzij Fernand, die er 2 keer voor zorgt dat tegenstanders forfait moeten geven omdat ze niet tijdig op het veld van F.C. De Kampioenen geraken, en dankzij Pol, die in derde wedstrijd nog eens meespeelt. Marc maakt zich zorgen over Biekes gezondheid en wil alles zo hygiënisch mogelijk maken, tot ergernis van de anderen. |           |                         |                    |                  |  |
| 232 | 11        | Hormonen                | Bart Cooreman      | 23 februari 2008 |  |
| Bieke heeft last van haar hormonen en Marc is haar slachtoffer. De andere Kampioenen willen Marc helpen, maar dat loopt niet van een leien dakje. Fernand is het geruzie van Bieke en Marc beu. Hij ziet het ook niet zitten dat er een kindje komt. Daarom probeert hij Bieke en Marc uit elkaar te drijven en een nieuwe huurder te vinden voor de loft. Fons wil op de loft komen wonen. Uiteindelijk mislukt Fernands plan. Alles komt uiteindelijk terug goed tussen Marc en Bieke na een romantisch optreden van Helmut Lotti. |           |                         |                    |                  |  |
| 233 | 12        | Mijn grootste fan       | Wout Thielemans    | 1 maart 2008     |  |
| Volgens Carmens 'vakliteratuur' bedriegen veel mannen hun vrouw tijdens de zwangerschap. Ze wil koste wat het kost bewijzen dat Marc bij die groep mannen hoort. Maar wanneer Pol en Fernand zich ermee beginnen te moeien, gaan de poppen aan het dansen. Uiteindelijk komt de waarheid aan het licht. Maurice wil dat hij en Pascale volgens een vast schema gaan leven om zo meer quality time te verkrijgen. Dat loopt echter niet van een leien dakje. Uiteindelijk vernietigt Pascale het schema. |           |                         |                    |                  |  |
| 234 | 13        | Een moeilijke bevalling | Bart Cooreman      | 8 maart 2008     |  |
| Fernand wil, op aanraden van Fons, op reis naar Honolulu. Hij heeft echter geen geld. Hij zorgt ervoor dat de Kampioenen toestaan dat hij de omhaling mag doen voor het geboortecadeau. De Kampioenen zien echter tijdig in dat Fernand bedrog wil plegen. De zwangerschap van Bieke loopt ten einde. Het kindje laat enkele dagen te lang op zich wachten. Pascale wil, via verschillende middeltjes, het kindje geboren laten worden. De andere Kampioenen bellen constant om te weten of de geboorte al in zicht is. Marc en Bieke willen rust en vluchten naar een provinciaal domein. Daar breekt Biekes water terwijl zij en Marc met een bootje op het water zijn. De twee haasten zich naar het "Bolleke" om daarmee naar het ziekenhuis te gaan, maar de wagen valt in panne. Ondertussen zijn de andere Kampioenen telefonisch ook op de hoogte gebracht. Zij proberen met de camionette van Fernand tijdig ter plaatse te raken. Ondertussen bevalt Bieke (5 dagen te laat) in het "Bolleke" van haar eerste kindje: een dochtertje, Paulien. |           |                         |                    |                  |  |

## Hoofdcast
- Marijn Devalck (Balthasar Boma)
- Loes Van den Heuvel (Carmen Waterslaeghers)
- Johny Voners (Xavier Waterslaeghers)
- Ann Tuts (Doortje Van Hoeck)
- Ben Rottiers (Pol De Tremmerie)
- An Swartenbroekx (Bieke Crucke)
- Herman Verbruggen (Marc Vertongen)
- Danni Heylen (Pascale De Backer)
- Tuur De Weert (Maurice de Praetere)
- Jaak Van Assche (Fernand Costermans)

## Vaste gastacteurs
(Personages die door de reeksen heen meerdere keren opduiken)
- Luk D'Heu (Freddy Van Overloop)
- Maja Hendrickx (Agnes)
- Fred Van Kuyk (Jean-Luc Grootjans)
- Rob Teuwen (Billie Coppens)
- Veerle Eyckermans (Schepen van sport Degraeve)
- Quentin Smits (Jeroen)
- Stef Van Litsenborgh (agent)
- Ben Hemerijckx (Fons)
- Sofie Mora (Mimi)
- Peter Van De Velde (Kolonel De Brandt)
- Bart Van Avermaet (Luitenant De Decker)

## Scenario
Scenario:
- Bart Cooreman
- Knarf Van Pellecom
- An Swartenbroekx
- Rudy Morren
- Wout Thielemans

Script-editing:
- Knarf Van Pellecom
- Bart Cooreman
- Wout Thielemans
- Heidi Hermans

## Regie
- Louis Welters
- Johan Gevers

## Productie
- Rik Stallaerts